# Hiroyoshi Nishizawa
Pour les articles homonymes, voir Nishizawa.
Dans ce nom japonais, le nom de famille, Nishizawa, précède le nom personnel mais cet article utilise l'ordre occidental où le prénom précède le nom..
Hiroyoshi Nishizawa (西澤 廣義, Nishizawa Hiroyoshi) (27 janvier 1920 – 26 octobre 1944) surnommé le « Diable de Rabaul », pilote dans l'aéronavale impériale japonaise, est considéré comme le meilleur as japonais durant la Seconde Guerre mondiale.

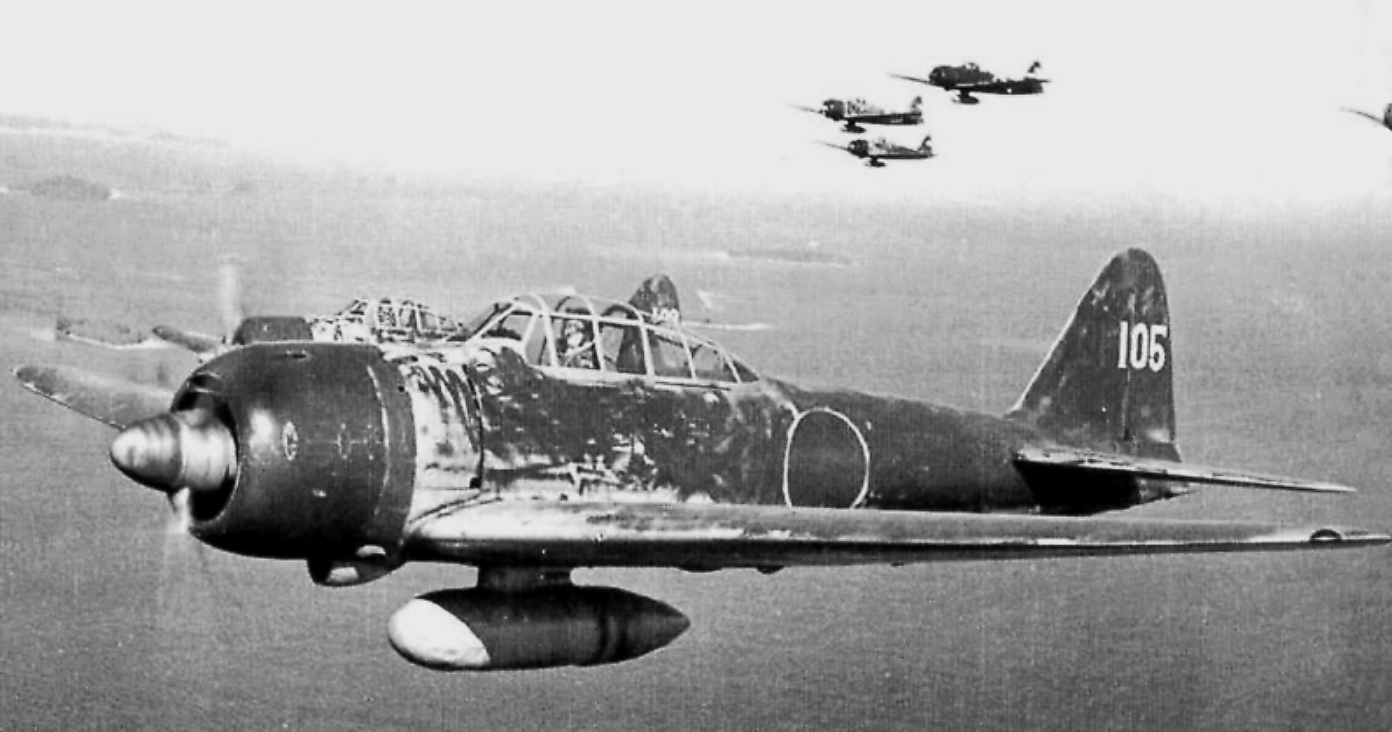
Hiroyoshi Nishizawa dans son Mitsubishi A6M3 (« Zéro ») Modèle 22 (code de queue UI-105) du Kōkūtai, au-dessus des îles Salomon en mai 1943.

La coutume nippone, après 1941, de créditer les victoires au profit du groupe plutôt qu'à l'individu ainsi que l'exagération très répandue qu'ont alors les pilotes de tous bords quant à leurs succès, ne permet pas de savoir précisément combien d'ennemis il a réellement abattus. Néanmoins, peu avant sa mort, il revendique 87 victoires aériennes alors que d'autres sources créditent Nishizawa de plus d'une centaine. Il fait partie du « Trio des nettoyeurs » avec Toshio Ōta et Saburō Sakai.

## Avant la guerre
Hiroyoshi Nishizawa, 5e enfant de Mikiji et Miyoshi Nishizawa, nait dans un village de montagne situé dans la préfecture de Nagano. Son père est directeur d'une distillerie de saké. Une fois son diplôme d'études secondaires en poche, Hiroyoshi travaille dans une usine textile jusqu'à ce jour de juin 1936 où une affiche retient son attention : c'est un appel aux volontaires à rejoindre le Yokaren, un programme visant à former des pilotes de réserve. Hiroyoshi postule et devient élève-pilote de l'aéronavale japonaise, promotion Otsu no 7, pour achever sa formation de pilote en mars 1939, classé 16e sur une classe de 71.
Il sert ensuite dans le Corps de Chasse (Kōkūtai) Oita, Omura et Sakura avant d'être transféré en octobre 1941 au Chitose Kōkūtai avec le grade de lieutenant. Après l'entrée en guerre contre les États-Unis, l'escadron (Chutai) de Nishizawa alors équipé de l'obsolète Mitsubishi A5M, est transféré sur l'aérodrome de Vunakanau basé en Nouvelle-Bretagne, île récemment conquise de Papouasie-Nouvelle-Guinée. La même semaine, l'escadron reçoit ses premiers Mitsubishi A6M2 (modèle 21) « Zéro ».

## Seconde Guerre mondiale
Le 3 février 1942, volant toujours dans un vieux A5M, Nishizawa revendique sa première victoire de la guerre, un PBY Catalina. Néanmoins, des historiens[réf. nécessaire] confirment que l'appareil est simplement endommagé et réussit à retourner à sa base. Le 10 février, l'escadron est assigné au 4e Kōkūtai nouvellement créé. On y confie à Nishizawa le pilotage d'un Zéro portant le code de queue F-108.

Le 1er avril, l'escadron est à nouveau transféré et dépend désormais du Tainan Kōkūtai, basé à Lae en Papouasie-Nouvelle-Guinée. Cette nouvelle affectation l'amène à voler en compagnie des as Saburo Sakai et Toshio Ōta sous les ordres de Junichi Sasai. Sakai fait de son ami Nishizawa la description d'un homme mesurant environ 1,75 m, d'un poids d'une soixantaine de kilos, pâle et décharné et souffrant constamment de la malaria et de maladies cutanées tropicales. Ses camarades d'escadron, judokates accomplis, disent de lui qu'il est d'un tempérament réservé et un solitaire taciturne. Ils lui donnent le surnom de « Diable ». À propos des performances de pilote de Nishizawa, Saburo Sakai, qui fait partie des meilleurs as japonais avec 64 victoires, écrit : 

« Jamais je n'ai vu un homme faire avec un avion de chasse ce que Nishizawa pouvait faire avec son Zero. Ses acrobaties aériennes étaient à la fois à couper le souffle, brillantes, totalement imprévisibles, impossibles et intenses à vivre. »

L'escadron a souvent maille à partir avec les chasseurs de la RAAF et de l'USAAF qui opèrent depuis Port Moresby. La première victoire homologuée de Nishizawa, un P-39 Airacobra de l'USAAF, se déroule le 11 avril. Il revendique six nouvelles victoires obtenues en seulement 72 heures, entre le 1er et le 3 mai, faisant de lui un pilote chevronné et un as. Il devient alors un des membres du célèbre « Trio des nettoyeurs » avec Saburo Sakai et Toshio Ōta.
Le 17 mai, Shosa (major) Tadashi Nakajima, secondé par Sakai et Nishizawa, mène le Tainan Ku en direction de Port Moresby. Alors que l'escadre se réorganise en vue du vol retour, le trio effectue une série de trois loopings en formation serrée puis, sur les instances d'un Nishizawa réjoui, recommence l'acrobatie à trois nouvelles reprises, plongeant à moins de 1 000 m d'altitude. Aucune DCA ennemie ne tire pendant leur spectacle. Ils font ensuite demi-tour vers Lae, comme l'a fait le reste du Corps de Chasse, mais avec vingt minutes de retard.
Début août 1942, le Tainan Kōkūtai s'installe près de Rabaul, capitale de Nouvelle-Bretagne. Au matin du 7 août, un important déploiement de forces américaines est annoncé : la première phase de la bataille de Guadalcanal débute par une invasion de l'île par près de 17 000 Marines. Nishizawa et ses camarades partent pour leur première mission longue distance afin d'escorter des bombardiers moyens, chargés de détruire les navires ennemis. Pendant cette bataille, ils sont pour la première fois aux prises avec des Grumman F4F Wildcat américains, chasseurs embarqués sur porte-avions et pilotés par des aviateurs aguerris. Nishizama revendique six victoires (les historiens en ont confirmé deux).
La bataille de Guadalcanal, qui se prolonge, coûte cher au corps de chasse de Nishizawa (rebaptisé 251e en novembre), les tactiques et les appareils américains se perfectionnant : Sasai (27 victoires) est abattu par le capitaine Marion E. Carl le 26 août et Ota (34 victoires) meurt le 21 octobre. Mi-novembre, le 251e est rappelé à la base aérienne de Toyohashi pour remplacer les pertes et les dix pilotes survivants, y compris Nishizawa, deviennent instructeurs. À cette époque, Hiroyoshi Nishizawa est crédité de 40 victoires entières ou partielles (d'autres sources indiquent 54).
Nishizawa ironise publiquement à propos des mois d'inaction au Japon. Lui et le 251e retournent à Rabaul en mai 1943. En juin, les prouesses de Nishizawa lui valent un cadeau de la part du commandant de la 11e Flotte aérienne, le vice-amiral Jin'Ichi Kusaka. Il reçoit une épée militaire sur laquelle est gravé Buko Batsugun (« Pour votre courage au combat »). En septembre, il est muté au 253e Corps de Chasse basé en Nouvelle-Bretagne. En novembre, promu au grade d'adjudant, on le mute à nouveau au poste d'instructeur dans le Oita Kōkūtai basé au Japon.
En février 1944, il rejoint le 203e qui opère depuis les Îles Kouriles, à l'écart des combats importants. Toutefois, en octobre, le 203e est transféré à Luçon et Nishizawa est détaché sur un plus petit aérodrome à Cebu. Le 25 octobre, il dirige l'escorte de chasseurs, composée de quatre A6M5, pilotés par Misao Sugawa, Shingo Honda, Ryoji Baba et lui-même, pour la première attaque majeure kamikaze de la guerre. La cible est la Task Force « Taffy 3 » du vice-amiral Clifton Sprague dont la mission est de protéger les débarquements durant la bataille du golfe de Leyte.

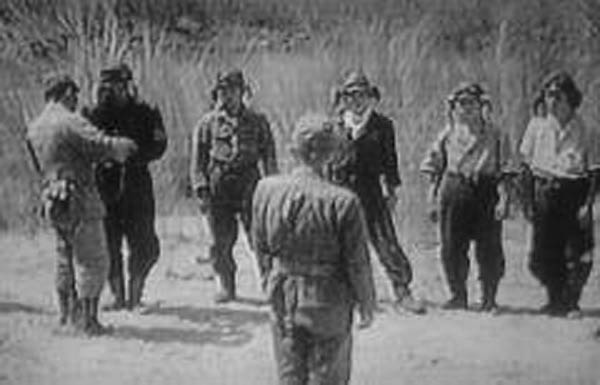
Seki et les hommes de l'unité « Shikishima » pendant le toast cérémonial, peu avant leur départ pour la première attaque-suicide.

Les cinq « volontaires » kamikazes, menés par le lieutenant Yukio Seki, pilotent des A6M5 modèle 52 « Zero », chaque avion emmenant une bombe de 250 kg. Ils plongent délibérément avec leurs appareils sur les navires de l'U.S. Navy dans ce qui est reconnu pour être la première attaque officielle de l'escadron suicide Tokkōtai « Shikishima ». Ils sont les premiers kamikazes à couler un navire.
L'attaque est un réel succès puisque quatre des cinq pilotes engagés réussissent à toucher leurs cibles, infligeant ainsi d'importants dégâts. Un A6M5, vraisemblablement piloté par le lieutenant Seki, s'écrase sur le pont d'envol du porte-avions d'escorte USS St. Lo à 10 h 53. La bombe du Zero explose sur le hangar de pont bâbord. S'ensuit un incendie et des explosions secondaires qui, à leur tour, font sauter des torpilles et la réserve de bombes de l'USS St Lo. Le porte-avions sombre une demi-heure plus tard, 126 de ses hommes ayant été tués. Avant de partir en mission, le lieutenant Yukio Seki aurait déclaré : « L'avenir du Japon est bien morne s'il est obligé de tuer l'un de ses meilleurs pilotes. Je ne fais pas cette mission pour l'Empereur ou l'Empire... Je la fais car j'en ai reçu l'ordre ! ».
C'est pendant cette mission d'escorte que Nishizawa remporte ses 86e et 87e victoires sur des Grumman F6F Hellcats, les deux dernières de sa carrière. Il se porta volontaire pour la mission suicide prévue le lendemain. Il essuya un refus, au motif qu'un pilote de sa trempe est bien plus utile pour son pays aux commandes d'un chasseur que plongeant contre un porte-avions. L'appareil de Nishizawa est ainsi armé d'une bombe de 250 kg et confié au pilote 1re classe de l'aéronavale Tomisaku Katsumata. Pilote moins expérimenté, il plonge néanmoins sur le porte-avions d'escorte USS Suwannee au large de Surigao. Katsumata s'écrase sur le pont d'envol du Suwanee et percute un bombardier-torpilleur qui vient d'apponter. Les deux appareils s'embrasent sous le choc, comme le font neuf autres avions sur le pont d'envol du navire. Bien que celui-ci n'ait pas coulé, il brûle pendant plusieurs heures, tuant 85 hommes d'équipage et en blessant 102, tandis que 58 sont portés disparus.

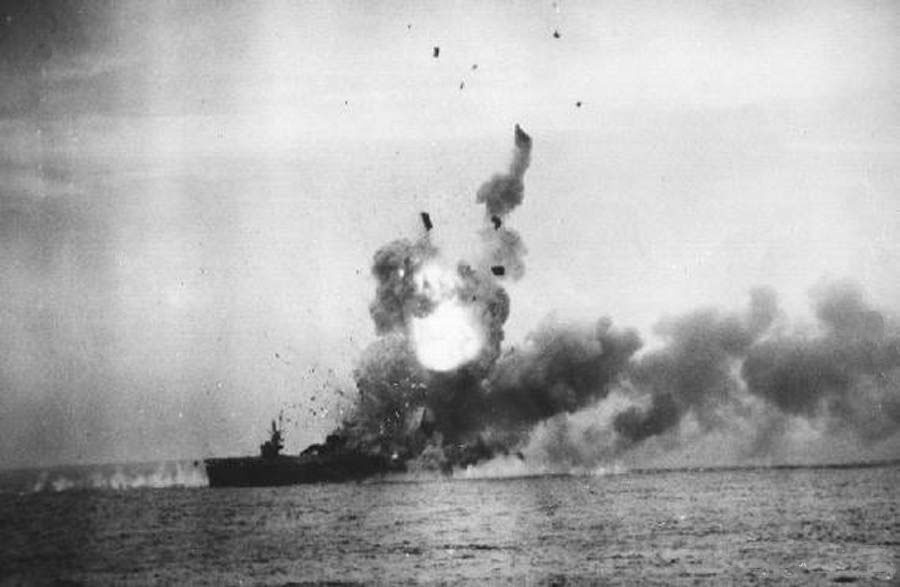
L'arsenal de l' explose après l'attaque kamikaze.

Son propre appareil ayant été détruit, Nishizawa et d'autres pilotes du 201e Kōkūtai embarquent à bord d'un avion de transport Nakajima Ki-49 Donryu (« Helen ») le 26 octobre 1944 et quittent Mabalacat en direction de Clark Field[réf. nécessaire] (situé sur l'île de Luçon aux Philippines) afin d'aller y chercher des Zero de remplacement. Au-dessus de Calapan, sur l'île de Mindoro, le Ki-49 est attaqué par deux F6F Hellcats de l'escadron VF-14 de l'USS Wasp et abattu. Nishizawa meurt en simple passager, probablement victime du lieutenant Harold P. Newell qui est crédité ce matin là d'une victoire sur un « Helen » au nord-est de Mindoro.
L'adjudant Hiroyoshi Nishizawa, meilleur as japonais, est tué à l'âge de 24 ans.
Après avoir appris sa mort, l'amiral en chef de la Flotte, Soemu Toyoda, honore Nishizawa en publiant une mention dans le bulletin des Armées et en le promouvant à titre posthume au rang de sous-lieutenant. Nishizawa reçoit également le nom posthume de Bukai-in Kohan Giko Kyoshi, une phrase zen bouddhiste pouvant se traduire par « Dans l'océan des militaires, reflet de tous les pilotes distingués, une honorée personne bouddhiste ». En raison de la confusion inhérente à la fin de la guerre dans le Pacifique, la publication du bulletin est reportée et les services funéraires ne peuvent avoir lieu avant le 2 décembre 1947.